# Führungskultur in der Schulpädagogik
Führungskultur definiert und etabliert eine Gestaltungsform des Schullebens durch Führungspersonen im schulischen Kontext. Ideen und Angebote werden für Führungsverantwortliche und -mitverantwortliche in einem virtuellen Raum entwickelt und benannt, sie geben Impulse und regen den Diskurs an.

## Definition
Unter Führungskultur im schulpädagogischen Kontext wird visionsgeleitetes Führungshandeln in ganzheitlicher Leitungsverantwortung als personales und soziales, sinnorientierendes, organisationales und systemisches Fühlen, Denken und Einwirken zur Erfüllung und Erreichung gemeinsamer Aufgaben und Ziele in geteilter Verantwortung verstanden.

## Schulpädagogisches Umfeld
Gesellschaftlicher Wandel, neuere Forschungsergebnisse, evidenzbasierte Schuldaten und öffentliche Schulkritik verändern Ansprüche und Aufgaben schulischer Führungsverantwortung. Sie fordern das Bewusstmachen von Führungsidealen und -mustern und die Hinwendung zu kontextuellem Führungshandeln und partizipativem Gestalten von Schule. Zudem braucht es die Hinwendung zum gesellschaftlichen und politischen Umfeld der Schule als Fokus ihrer gegenwärtigen und zukünftigen gesellschaftlichen Aufgaben.

## Dimensionen
Die nachfolgend genannten fünf „Dimensionen“ sind Anker für die Gestaltungsformen schulischen Leitungsdenkens und Führungshandelns (vgl. auch Kulturebenen-Modell).

### Personale Dimension
Die personalen Gestaltungsformen gründen in Personwürde als Achtung des je Anderen als einer ethischen Kategorie und moralischen Haltung.
Kultur wird Teil von Führung, indem die führende Person selbst- und mitverantwortlich gegenüber den im Berufsfeld Mitarbeitenden denkt und handelt. Die Achtung von Freiheit als Verantwortung, von Menschenwürde und Menschenrechten, von Kinderrechten im Besonderen, sind für das Handeln grundlegend und anleitend.

### Soziale Dimension
Die sozialen Gestaltungsformen prägen Führungskultur als vertrauensvolle, partizipative und wirkmächtige Beziehungsarbeit. Führen wird gesehen als wechselseitiger, sinnorientierter Prozess zur Erfüllung und Erreichung gemeinsamer Aufgaben und Ziele.
Kultur wird ein Teil von Führung, indem Menschen inspiriert und stimuliert werden, Werte zu teilen, Normen zu vereinbaren und Rituale zu pflegen.

### Sinnorientierte Dimension
Die sinnorientierten Gestaltungsformen erzeugen durch Führungshandeln eine wahrnehmbare Kongruenz in Verbindung mit Werten (wie Verantwortung, Wertschätzung, Respekt, Glaubwürdigkeit, Verlässlichkeit, Zufriedenheit, Gleichheit, Solidarität, Subsidiarität, Gerechtigkeit, Ehrlichkeit). Diese Handlungswerte gründen sich in der Beziehung zum Ich, in der Beziehung zum Du (soziale Beziehungen), in der Beziehung zur Umwelt und in der Beziehung zum sinnvollen Tun (Aufgaben, Tätigkeiten). Sie sind erkennbar durch das Streben nach positiv konnotierten Zuständen sowie durch die Vermeidung von konnotativ unerwünschten Zuständen.
Kultur wird ein Teil von Führung, indem ihre Handlungswerte für das tatsächliche Handeln und Streben verantwortlich zeichnen und nicht nur wie Normen und Regeln eher das Unterlassen von Handlungen bestimmen (Konsequenzen bei Nichteinhaltung). Führungskulturgebundene Handlungswerte erstreben nicht klar definierte Ziele, eher Idealzustände als Realutopien und Handlungsorientierungen in Freiheit.

### Organisationale Dimension
Die organisationalen Gestaltungsformen von Schulleitung orientieren sich vorrangig an den Herausforderungen der standortbezogenen Schul- und Unterrichtsentwicklung. Führung als Übernahme koordinativer Verantwortung für subsidiäre Entwicklung und Entscheidungen wird zu Kultur durch das lebendige Selbstverständnis von shared leadership als dialogisches Innen- und Gemeinschaftsleben der Schule.
Kultur wird ein Teil von Führung, indem sie sich entwickelt und gestaltet durch die Etablierung und Weiterentwicklung von zielgerichteten und wirksamen Binnenstrukturen (als Formen des gemeinsamen Lernens, Professionelle Lerngemeinschaften, intelligente Infrastruktur, kollektiv nutzbares Wissensmanagement u. a. m.) und transparenten Außenstrukturen (gelebte Schulpartnerschaft, aktive Medienarbeit, regionale Vernetzung, Schule als öffentlicher Begegnungsraum u. a. m.).

### Systemische Dimension
Die systemischen Gestaltungsformen betrachten schulisches Handeln in einem ganzheitlichen Kontext. Führung ist gekennzeichnet durch verantwortungsvolle systemische Reflexion der Schule und ihres Umfelds, geleitet etwa durch systemische Reflexion von Evidenzen und Zielbildern.
Kultur wird ein Teil von Führung, indem sie die Außensicht und -darstellung der Schule in ihren pädagogischen Zielsetzungen, den gepflegten Unterrichtsformen sowie in den künstlerischen, sozialen und geistigen Lebensäußerungen der Schulgemeinschaft betrachtet.